# Aderus brevehumeralis
Aderus brevehumeralis é uma espécie de inseto besouro da família Aderidae. Foi descrita cientificamente por Maurice Pic em 1933.